# Бервиллер-ан-Мозель
Бервилле́р-ан-Мозе́ль (фр. Berviller-en-Moselle) — коммуна во французском департаменте Мозель региона Лотарингия. Относится к кантону Бузонвиль.

## Географическое положение

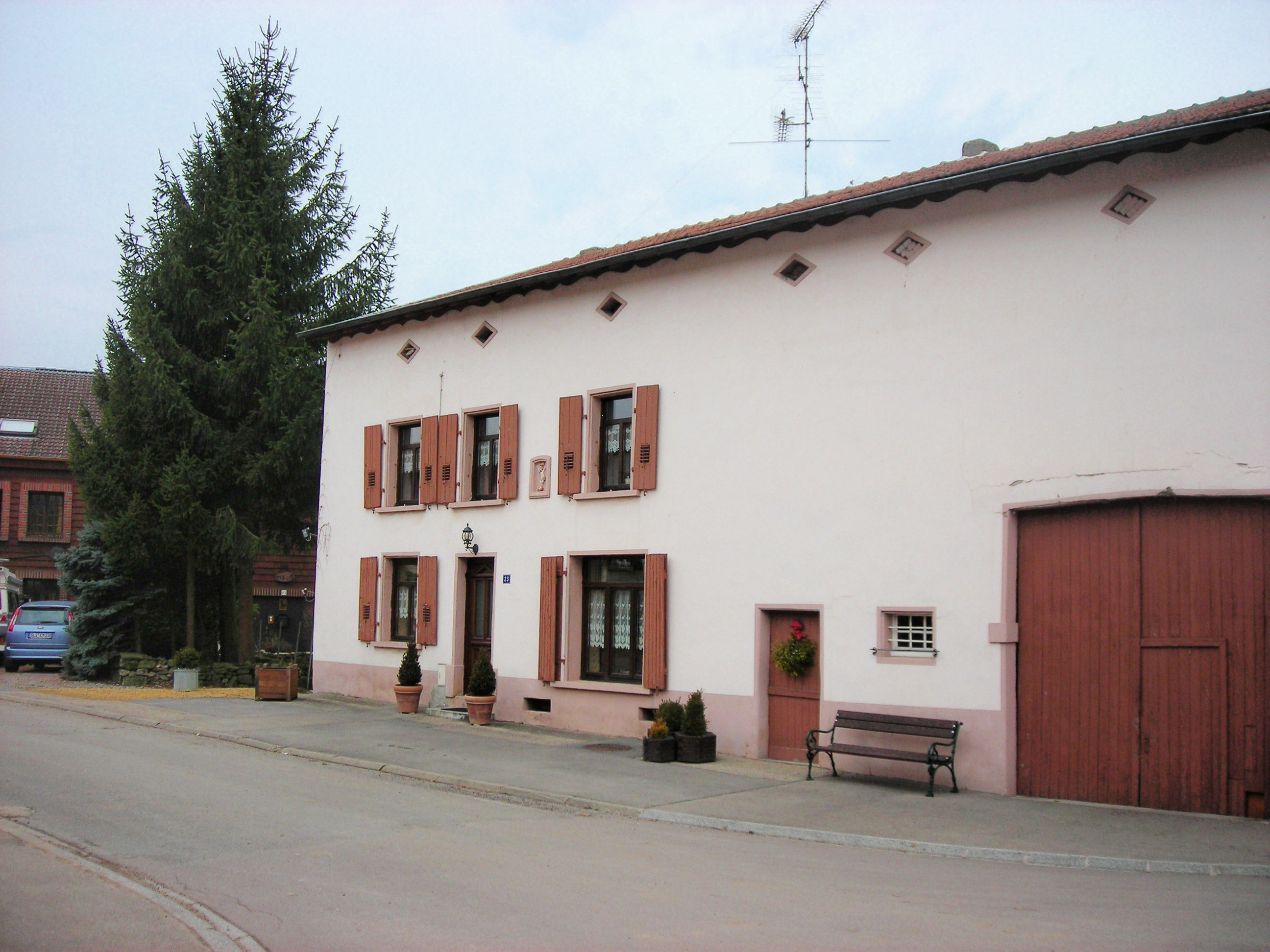
Бервиллер-ан-Мозель.

Бервиллер-ан-Мозель расположен в 39 км к северо-востоку от Меца и в 8,5 км к востоку от Бузонвия у границы с германской землёй Саар. 
Соседние коммуны с германской стороны: Бедерсдорф и Иттерсдорф на севере, Фелсберг на север-востоке, Алтфорвейлер на востоке, Иберхерн на юго-востоке; с французской стороны: Мертан на юге, Ремерен на юго-западе, Обердорф и Шато-Руж на западе, Вийен на северо-западе.

## История
- Впервые упоминается в 1293 году.

## Демография
По переписи 2008 года в коммуне проживало 486 человек.	

## Достопримечательности
- Церковь Сен-Фиакр 1751 года.
- Часовня Сен-Блез, сооружена в 1894 году.